# Teodoro Alegría
Teodoro José Alegría Moreno (Chachapoyas, 16 de marzo de 1857-Cajabamba, 25 de mayo de 1941) fue un hacendado y político peruano. Fue diputado por la provincia de Cajabamba, de 1889 a 1894.

## Biografía
Nació en la ciudad de Chachapoyas, como hijo de Gaspar Manuel Alegría Armas y María Josefa Moreno Zevallos. Se instaló en Cajabamba, en el departamento de Cajamarca, donde se casó con Elena Lynch Calderón de la Barca el 16 de mayo de 1877.
Fue propietario de varias haciendas en el departamento de Cajamarca y tomó también bajo su control la hacienda Marcabal Grande, propiedad de la familia de su esposa, que abarcaba más de 75 000 hectáreas y que se ubicaba en el departamento de La Libertad, en las últimas estribaciones andinas y lindando con el río Marañón. Es descrito como un hacendado o gamonal despótico, pero otra versión resalta su generosidad.
Aparece como firmante del acta levantada en Cajabamba, el 13 de abril de 1879, junto a otros vecinos ilustres, que de esa manera daban su apoyo al gobierno peruano tras el estallido de la guerra con Chile.
En 1889 fue elegido diputado suplente por la provincia de Cajabamba del departamento de Cajamarca. En el Congreso formó parte de la Comisión de Constitución. En 1892 fue elegido diputado propietario por la misma circunscripción. Su mandato legislativo finalizó con la disolución del Congreso perpetrada por el presidente Justiniano Borgoño en 1894.

## Mención en la literatura
Su nieto, el célebre escritor Ciro Alegría, lo menciona en su novela El mundo es ancho y ajeno, en el capítulo cuarto titulado “El fiero Vásquez”. En ese episodio, el bandolero apodado “Fiero Vásquez”, muy malherido, es acogido en la casa de Teodoro, siendo atendido y curado, e incluso obtiene un empleo en la hacienda con la promesa de regenerarse y no recaer en el mal. La esposa de Teodoro, Elena Lynch, es descrita como una señora blanca, fina y compasiva.

Don Teodoro Alegría… era famoso en la región como hombre altivo, de a caballo y muy querido por el pueblo. Para el tiempo de su santo, porque era tiempo y no día, todos sus amigos y comadres y compadres le hacían regalos y acudían las dos bandas de músicos del pueblo y la celebración duraba quince días…Era un hombre alto y grueso, reposado de maneras, en cuya cara blanca, de rasgos españoles, se destacaban unos grandes ojos negros y un bigote coposo.